# Калькалист
Калькалист (ивр. כלכליסט‎ , «Экономист») — израильская ежедневная деловая газета и веб-сайт от Едиот ахронот. По состоянию на февраль 2024 года веб-сайт Calcalist занимал 18-е место среди самых посещаемых веб-сайтов Израиля.

## История и профиль
Calcalist был впервые опубликован 18 февраля 2008 года и в настоящее время выходит пять дней в неделю. Газета издается в Израиле группой «Едиот Ахронот». Основателем и издателем является Йоэль Эстерон, редактором — Галит Хеми. Статьи из газеты регулярно перепечатываются на крупнейшем израильском новостном сайте Ynet и в печатном издании Едиот ахронот.
Разделы:
- новости,
- ежедневные колонки — некоторые регулярные, а некоторые ротационные (чередующиеся рубрики: маркетинг, юриспруденция, недвижимость, технологии, карьера, личные финансы, автомобили и спорт)
- рынок — отдельное приложение с понедельника по четверг
- образ жизни.

Слоган газеты: «Израиль подключается к экономике».
Calcalist ориентирован на профессионалов в области экономики, права и бизнеса, но в то же время пытается обратиться к более широкой аудитории.

## Веб-сайт
В ноябре 2017 года Calcalist запустил англоязычный сайт CTech о новостях израильских технологий.
В 2017 году сайт Калькалиста посещало более 2 млн уникальных пользователей ежемесячно, что делало его уже тогда самым популярным бизнес-сайтом в стране. На 2024 год Калькалист лидер среди бизнес-сайтов Израиля, занимает 18 место среди всех сайтов, просматриваемых в Израиле, количество его ежемесячных пользователей возросло до более чем 23 миллионов.